# Черебеть

Черебеть — река в России, протекает в Калужской области. Левый приток Вытебети.

## География
Река Черебеть берёт начало у деревни Пустой. Течёт на юго-восток. Устье реки находится около деревни Красногорье в 37 км по левому берегу реки Вытебеть. Длина реки составляет 22 км, площадь водосборного бассейна — 148 км².

### Притоки (км от устья)
- 2,4 км: река Крапивна (пр)

## Данные водного реестра
По данным государственного водного реестра России относится к Окскому бассейновому округу, водохозяйственный участок реки — Ока от города Белёв до города Калуга, без рек Упа и Угра, речной подбассейн реки — бассейны притоков Оки до впадения Мокши. Речной бассейн реки — Ока.
По данным геоинформационной системы водохозяйственного районирования территории РФ, подготовленной Федеральным агентством водных ресурсов:
- Код водного объекта в государственном водном реестре — 09010100512110000020124
- Код по гидрологической изученности (ГИ) — 110002012
- Код бассейна — 09.01.01.005
- Номер тома по ГИ — 10
- Выпуск по ГИ — 0